# Gruda (Bartoszyce)
Gruda (deutsch Grudshöfchen) ist ein Ort in der polnischen Woiwodschaft Ermland-Masuren. Er gehört zur Gmina Bartoszyce (Landgemeinde Bartenstein) im Powiat Bartoszycki (Kreis Bartenstein (Ostpr.)).

## Geographische Lage
Gruda liegt in der nördlichen Mitte der Woiwodschaft Ermland-Masuren, 28 Kilometer südöstlich der früheren und heute auf russischem Territorium gelegenen Kreisstadt Friedland (russisch Prawdinsk) bzw. zehn Kilometer südöstlich der heutigen Kreismetropole Bartoszyce (deutsch Bartenstein).

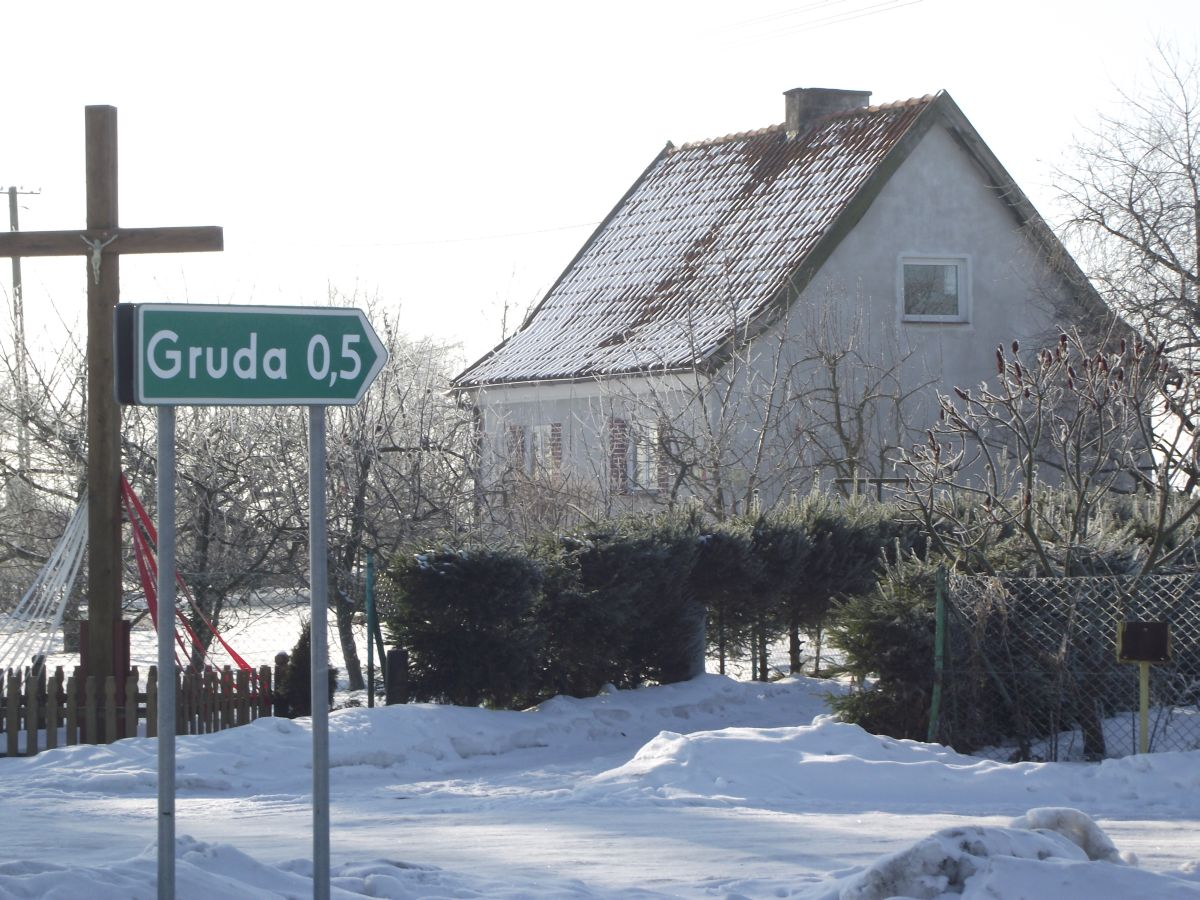
Wegekreuz am Straßenabzweig nach Gruda

## Geschichte
1826 ist das Gründungsjahr des damaligen Gutsorts Gruddshöfchen, der als Wohnplatz der Gemeinde Falkenau (polnisch Sokolica) entstand und als Grudshöfchen dieser Gemeinde im ostpreußischen Kreis Friedland (ab 1927 „Kreis Bartenstein“ genannt) bis 1945 zugehörte.
Mit der Abtretung des gesamten südlichen Ostpreußen 1945 in Kriegsfolge bekam Grudshöfchen die polnische Namensform „Gruda“. Heute ist der Weiler als „część wsi Sokolica“ (= „Teil des Ortes Sokolica“) in die Landgemeinde Bartoszyce (Bartenstein) im Powiat Bartoszycki (Kreis Bartenstein (Ostpr.)) eingegliedert.

## Religion
Christentum
Bis 1945 war Grudshöfchen in die evangelische Kirche Falkenau (polnisch Sokolica) in der Kirchenprovinz Ostpreußen der Kirche der Altpreußischen Union, außerdem in die römisch-katholische Kirche St. Bruno der Stadt Bartenstein im damaligen Bistum Ermland eingepfarrt.
Heute gehört Gruda katholischerseits zur Pfarrei in Sokolica (Falkenau) im jetzigen Erzbistum Ermland, evangelischerseits zur Stadt Bartoszyce, die kirchlicherseits jetzt ein Filialort der Johanneskirche in Kętrzyn (Rastenburg) in der Diözese Masuren der Evangelisch-Augsburgischen Kirche in Polen ist.

## Verkehr
Gruda liegt westlich einer Nebenstraße, die von Łabędnik (Groß Schwansfeld) an der polnischen Woiwodschaftsstraße 592 (einstige deutsche Reichsstraße 135) über Sokolica (Falkenau) bis nach Wiatrowiec (Wöterkeim) führt und über einen Abzweig direkt zu erreichen ist. Eine Bahnanbindung besteht nicht.